# Womé
 Womey  (ou Womé ou Ouomé) é uma cidade e sub-prefeitura da Nzérékoré, região de Nzérékoré, em Guiné.
A sub-prefeitura tem um total de 494 km2 de área e uma população de 13,196 (Censo 2014).

## Incidente em 16 de setembro de 2014
Em 16 de setembro de 2014, equipe do governo chegou a Womey para educar a população sobre o ébola. Elas foram definidas pela população local, e, posteriormente, os corpos de oito deles foram encontrados em uma cova.